# Janakkala
Janakkala este o comună din Finlanda.